# Prometheum sempervivoides
Prometheum sempervivoides är en fetbladsväxtart som först beskrevs av Marsch.-bieb., och fick sitt nu gällande namn av Hideaki Ohba. Prometheum sempervivoides ingår i släktet Prometheum och familjen fetbladsväxter. Inga underarter finns listade i Catalogue of Life.